# Kerstiaen de Keuninck
Kerstiaen de Keuninck, né vers 1560 à Courtrai et mort en 1635 à Anvers, est un peintre flamand.

## Biographie
Fils d'un marchand de toiles et damassés de Courtrai, Chrétien ou Kerstiaen de Keuninck est reçu maître à la gilde de Saint-Luc d'Anvers en 1580.

## Œuvre
À la différence de Jan Brueghel l'Ancien, qui a joué un rôle de premier plan dans le développement de la peinture de paysage réaliste, Kerstiaen de Keuninck a perpétué la tradition flamande du paysage de montagne imaginaire descendant de Joachim Patinier. Il travaille les effets picturaux contrastés avec de lourds passages de peinture opaque sur des zones dessinées dans un milieu très mince, et des motifs audacieux à l'eau pulvérisée en tapotant sa brosse mouillée, avec un mouvement de son poignet.
en Autriche :
- Paysage montagneux, au Kunsthistorisches Museum, à Vienne.
- Paysage au clair de lune avec Pan et Syrinx, au Kunsthistorisches Museum, à Vienne.

en Belgique :
- Paysage avec Diane et Actéon, au Musée royal des beaux-arts, à Anvers.
- Paysage avec la tentation de saint Antoine le Grand en Égypte, au Musée royal des beaux-arts, à Anvers.
- L'incendie de Troie, au Musée des beaux-arts, à Courtrai.
- Les Calamités humaines, Musée des beaux-arts de Gand
- Paysage, huile sur chêne, 49 × 83 cm, Musée des beaux-arts de Gand[3]

aux États-Unis :
- Paysage de montagne avec une cascade (1600), huile sur bois, 69 × 122 cm, Metropolitan Museum of Art, New York[1]

aux Pays-Bas :
- Paysage avec la conversion de Saül (1600-1625), huile sur panneau, 49 × 79 cm, Rijksmuseum Amsterdam
- Paysage de montagne avec cascade (1605-1610), huile sur panneau, 66 × 97 cm, Musée des Bons-Enfants, Maastricht[2]
- Paysage avec Tobias et l'Ange, au Rijksmuseum, à Amsterdam

en Russie :
- Paysage avec Tobie et l'Ange, huile sur bois, 40 × 63 cm, Musée de l'Ermitage, Saint-Pétersbourg[4]
- L'Incendie de Troie, huile sur bois, 58 × 85 cm, Musée de l'Ermitage, Saint-Pétersbourg[5]

"
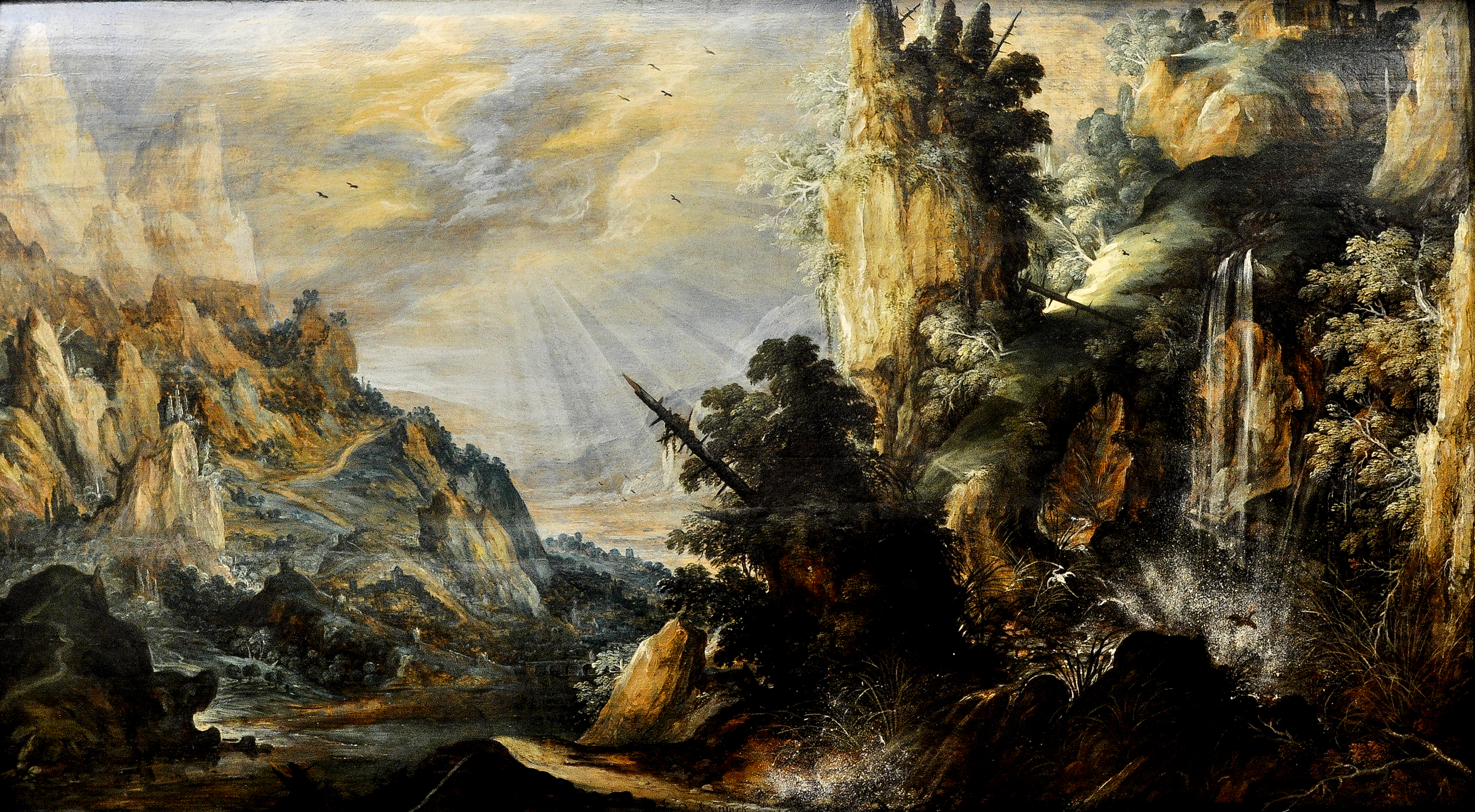
Montagne et cascade, 1600 Metropolitan museum
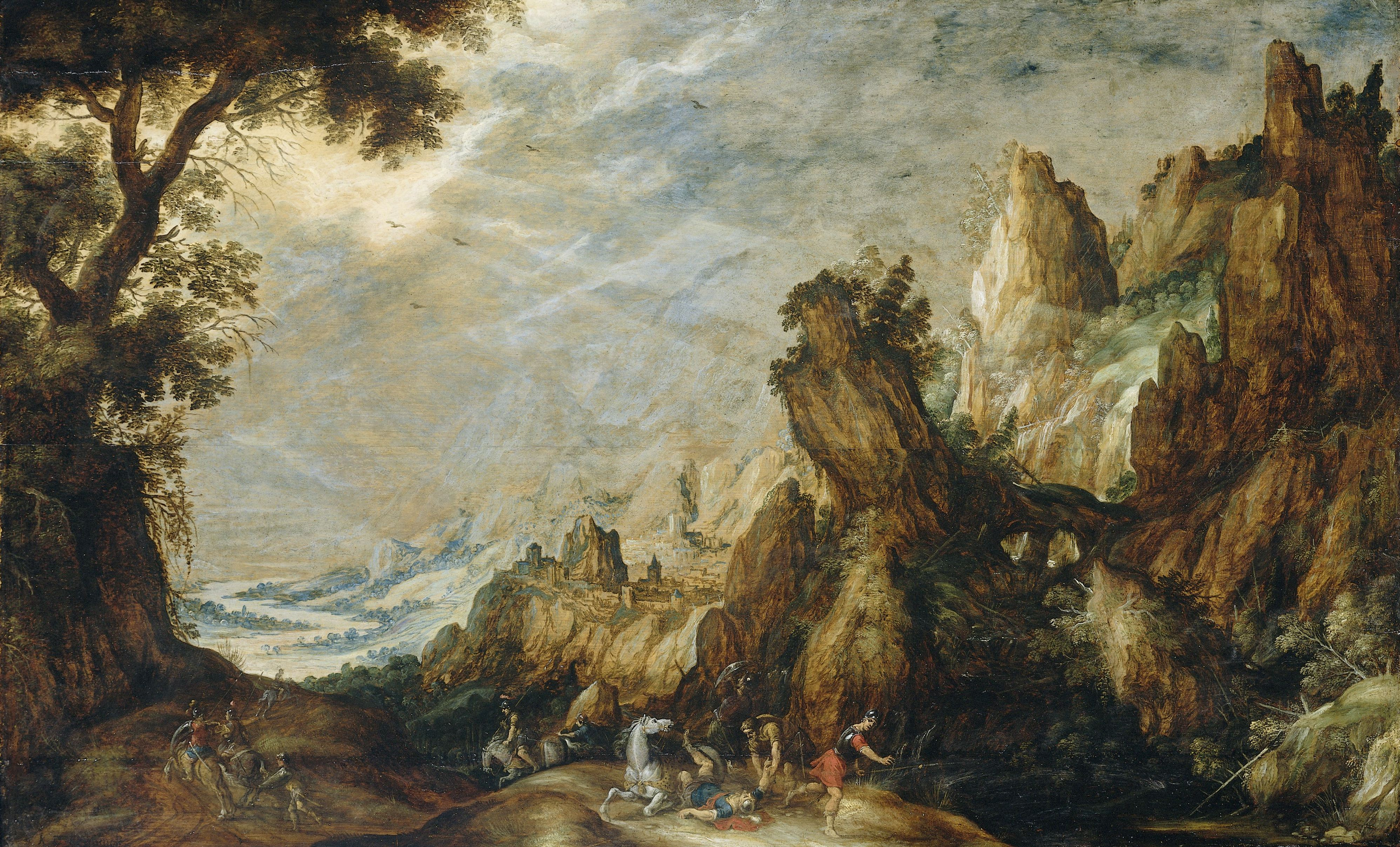
Conversion de Saül, 1600-1625 Rijksmuseum
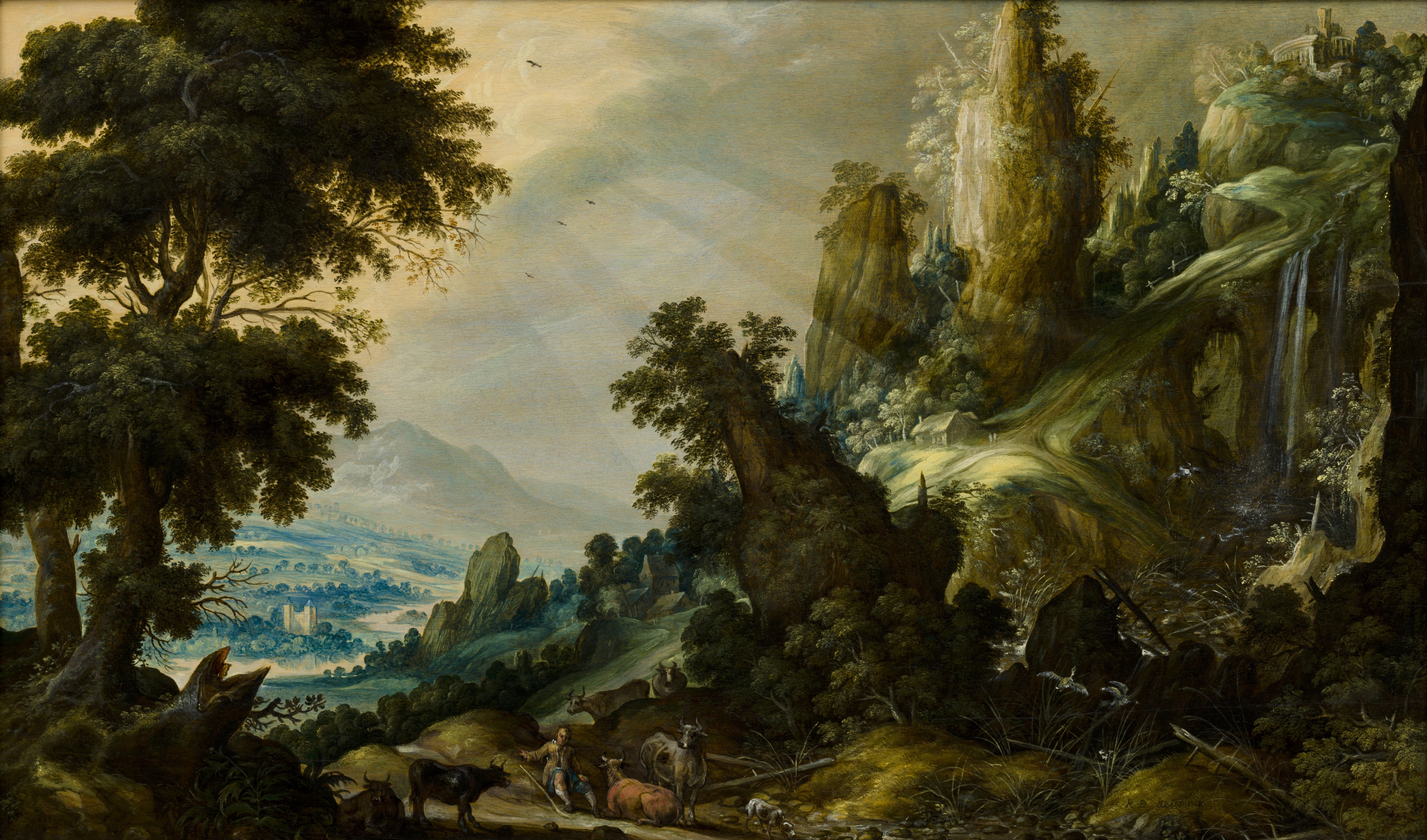
Paysage avec Cascade, 1605-1610 Musée des Bons-Enfants
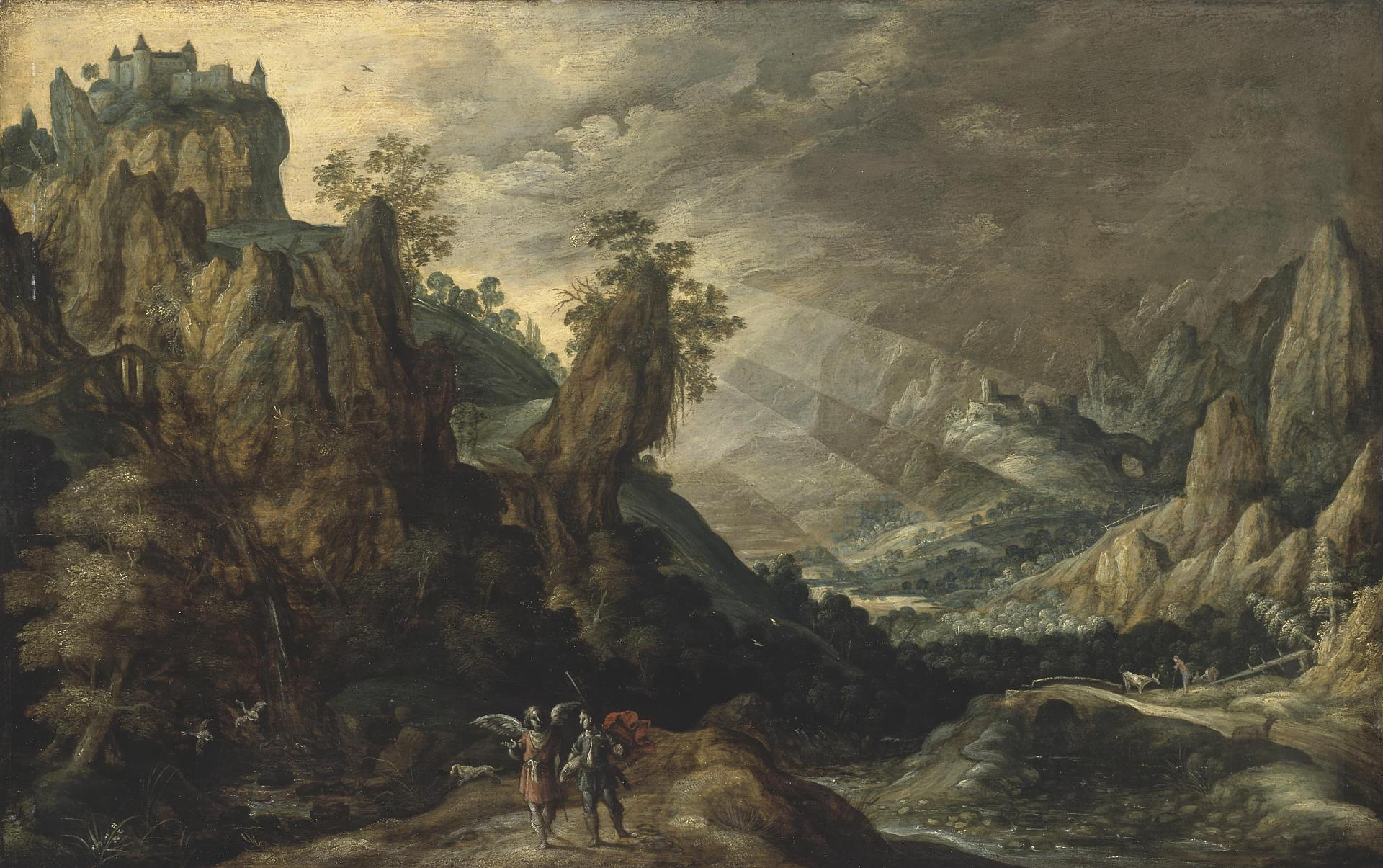
Tobie et l'ange Musée de l'Ermitage
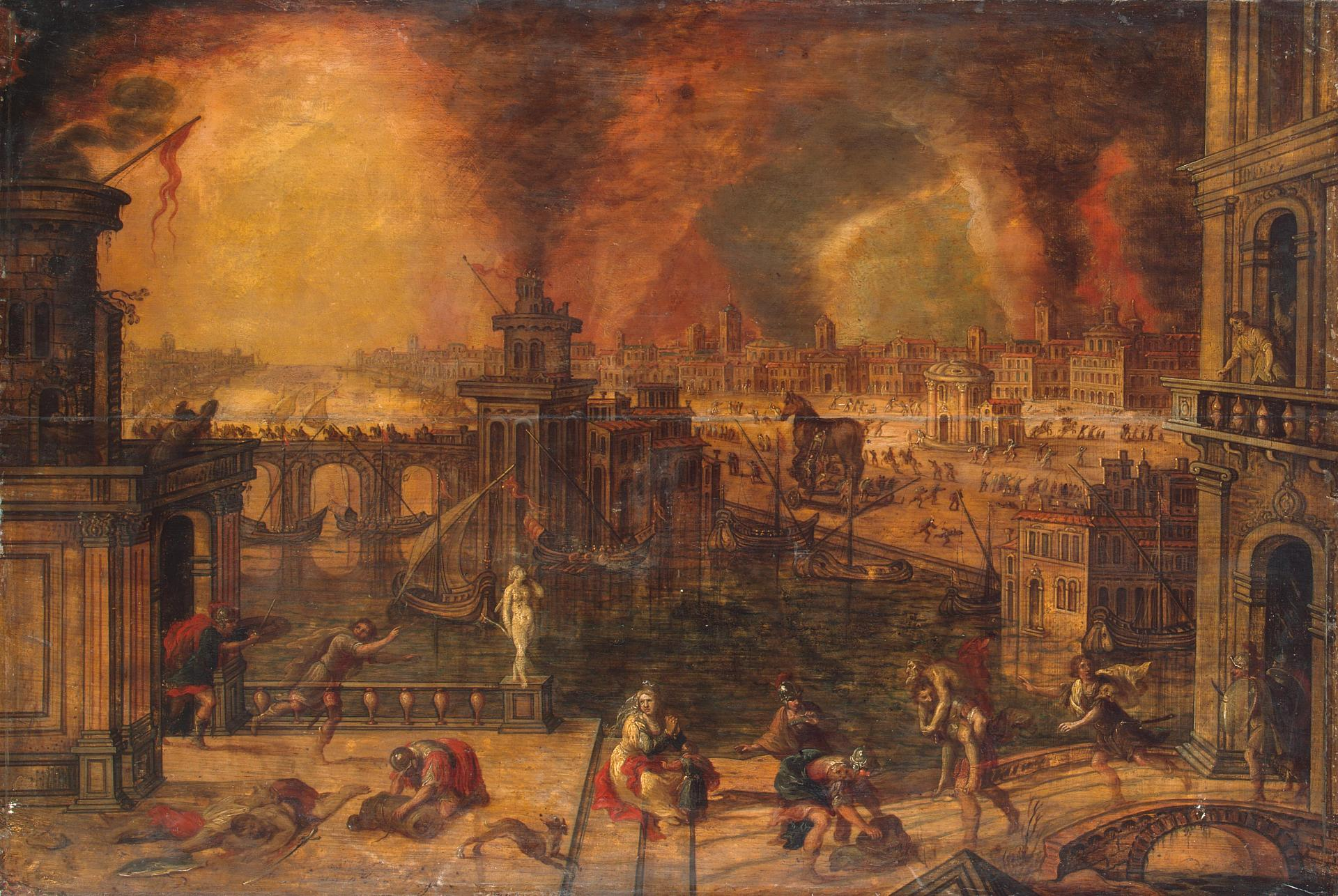
L'Incendie de Troie Musée de l'Ermitage